# ۴۰۷ (پیش از میلاد)
۴۰۷ (پیش از میلاد) ۴۰۷مین سال قبل از تقویم میلادی است.